# Unione dei comuni del Corleonese
L'Unione dei comuni del Corleonese è un'unione di comuni nata dalla decisione di quattro comuni italiani della città metropolitana di Palermo, in Sicilia.
Fanno parte dell'unione i comuni di Campofiorito, Contessa Entellina, Corleone e Roccamena. 
L'Unione ha una estensione di circa 420 km² e una popolazione di circa 16.700 abitanti.
Ha sede nel comune di Corleone.